# 도카치다케 망악대

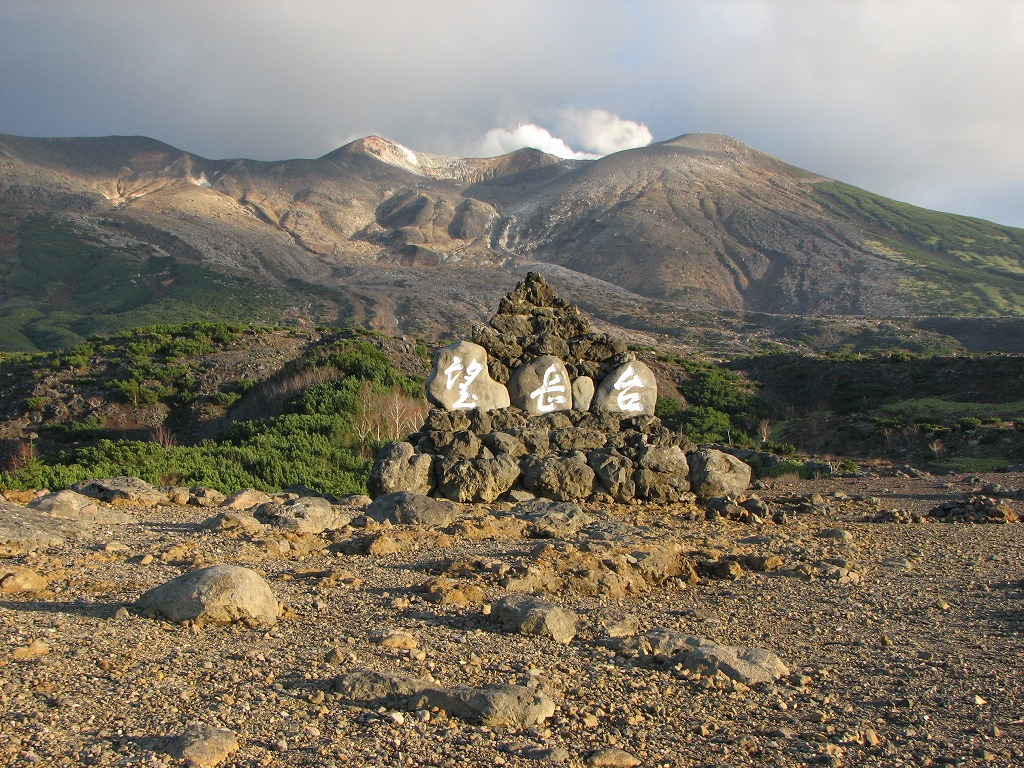
도카치다케 망악대에서 바라본 도카치다케

도카치다케 망악대(十勝岳望岳台)은 일본 홋카이도 가미카와군 비에이정 시로가네의 도카치다케의 중턱에 있는 전망대이다. 시로가네 온천에서 도카치다케로 향하는 5km 정도의 지점에 위치한 해발 930m의 전망대이다. 도카치다케 등산의 거점이기도 하며, 휴게소가 병설되어 있다. 눈앞에 도카치다케가 웅장하게 솟아 있고 아래에는 비에이정과 후라노시의 거리 풍경을 감상할 수 있다. 약 1km 정도의 산책로가 설치되어 있으며, 여름에는 여러 종류의 고산 식물을 관찰하면서 자연 산책을 즐길 수 있다.